# Olga Fiorini
Esterina Olga Fiorini (Sorgà, 13 gennaio 1927 – Busto Arsizio, 12 aprile 2022) è stata un'imprenditrice e insegnante italiana, fondatrice dell'omonimo Liceo di Busto Arsizio.

## Biografia
Si laureò all'Università di Bologna e, dopo aver lavorato in Svizzera e Germania dove rafforzò le sue capacità creative e tecniche, avviò un'attività di sartoria a Busto Arsizio, in provincia di Varese, città che vantava una ricca tradizione nell'industria tessile. All'attività imprenditoriale affiancò quella didattica, insegnando l'arte sartoriale alle giovani bustocche. I suoi corsi professionali furono ufficialmente riconosciuti nel 1956, quando erano ancora riservati alle sole ragazze, ma ben presto si trasformarono in una vera e propria scuola per operatori della moda e dell'abbigliamento con il nome di Istituto Professionale Industria Artigianato e Servizi "Olga Fiorini". Oggi la realtà è tra le poche attive nel settore della moda nel varesotto e, dopo essersi allargata ad altri settori dell'istruzione secondaria superiore, a rilasciare attestati di valenza europea.
Nell'anno 2000 ricevette la Rosa Camuna, premio assegnato dalla Regione Lombardia alle donne lombarde che si sono impegnate nei settori dell'educazione, del lavoro, della cultura, dell'impegno civile e sociale, e della creatività. Nel 2009, su proposta del Presidente del Consiglio dei Ministri, fu insignita del titolo di Ufficiale dell'Ordine al merito della Repubblica Italiana.
Nel 2015 la Città di Busto Arsizio, in occasione del 150º anniversario dell'elevazione del comune al titolo di Città, ha istituito il Premio "Olga Fiorini", conferito annualmente a persone che nel corso della loro attività professionale, volontaria e di collaborazione abbiano significativamente profuso impegno e attenzione all'azione di formazione, istruzione ed educazione delle giovani generazioni.
Olga Fiorini è scomparsa all'età di 95 anni. A condurre la direzione dell'universo scolastico da lei fondato (che conta 15 strutture, oltre 3500 studenti e circa 700 dipendenti) è il nipote Mauro Ghisellini, commendatore al merito della Repubblica, affiancato dalla sorella Cinzia Ghisellini.
Nel mese di ottobre del 2022, i vertici ACOF hanno dato alle stampe il volume ufficiale "Volere è potere", scritto da Marco Linari ed edito da Macchione Editore, che ripercorre tutte le tappe della vita di Olga Fiorini e del complesso di scuole avviato in suo nome.
Nel 2022 è stata pubblicato dalla Blitos Edizioni un volume le cui autrici sono la stessa Olga Fiorini ed Elena Cartotto, intitolato Olga Fiorini, la sarta di Dio. Conversazioni a margine della vita. Il libro il 13 luglio 2023 è stato presentato in Rai nel corso del programma PlayBooks, nella puntata dal titolo "Periferie e margini".